# الموبرة (مستباء)

تعديل مصدري - تعديل

الموبرة هي إحدى قرى عزلة غرب مستباء بمديرية مستباء التابعة لمحافظة حجة، بلغ تعداد سكانها 1050 نسمة حسب تعداد اليمن لعام 2004.